# Ivan Hasslocher

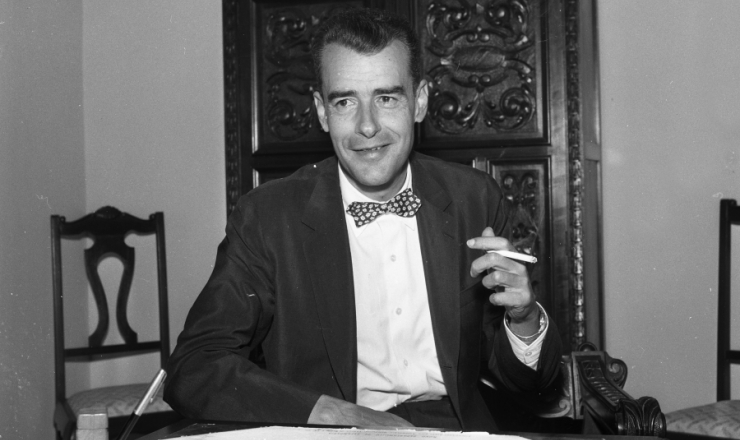
O fundador do Ibad Ivan Hasslocher, agente da CIA com atuação também na Bolívia e Equador

Ivan Hasslocher foi um conspirador contra a democracia brasileira, criador fundador do IBAD, coordenador geral e fundador da ADEP (Ação Democrática Popular) e da agência de publicidade Promotion, desde que retornou ao Brasil em 1951.
É também citado  por diversas fontes como sendo conhecidamente "um dos agentes da CIA" atuantes em países da América Latina durante a Guerra Fria, a favor dos interesses imperialistas dos EUA, fazendo uso da histeria anti-comunista dessa fase da história.

## Apoio ao Golpe Militar de 1964 no Brasil
Foi responsável pelo financiamento de campanha de centenas de políticos brasileiros durante a campanha eleitoral de 1962, através do IBAD e ADEPs (central nacional e unidades regionais). Montou um esquema de corrupção onde era responsável por distribuir fundos financeiros e materiais de campanha. Tal apoio era fornecido somente se os candidatos selecionados assinassem um documento se submetendo a defender os interesses ideológicos do IBAD (Fonte: Eloy Dutra no livro "IBAD, a sigla da Corrupção"). Se utilizou da histeria anti-comunista da época para justificar a exclusão de alguns candidatos que declaravam apoio a agendas mais à esquerda - como a Reforma Agrária - beneficiando apenas os que se sujeitaram a receber seu dinheiro sem questionar sua origem.
"O Instituto Brasileiro de Ação Democrática (IBAD), criado por Ivan Hasslocher no Rio de Janeiro, em 25 de maio de 1959 era uma organização de natureza política conservadora e anticomunista e estava diretamente vinculada à estação da Agência Central de Informações (CIA), no Rio de Janeiro – sua direção foi entregue a Ivan Hasslocher, ex-integralista e agente de ligação da CIA para o Brasil, Bolívia e Equador. A partir da posse de João Goulart na presidência da República, em 1961, o IBAD intensificou suas ações com o objetivo de estimular na sociedade brasileira um amplo processo de mobilização política anticomunista e de oposição ao governo Goulart.
O IBAD atuou intensamente na área rural, no meio parlamentar, no movimento estudantil e sindical e junto à Igreja católica. A partir de 1962, o IBAD criou dois braços de atuação política. O primeiro, a Incrementadora de vendas PROMOTION S/A, era uma agencia de publicidade com sede no Rio de Janeiro. A PROMOTION estava encarregada de disseminar a propaganda política do IBAD nas estações de rádio, jornais, revistas e canais de televisão. E foi gasto muito dinheiro financiado pelo governo dos EUA com propaganda anticomunista e contra o governo de Jango. Apenas em 1964 foram gastos US$ 2 milhões com propaganda em rádio, jornais e unidades móveis de exibição de filmes; e, em 1963, foram feitas 1.706 exibições de filmes, somente no Rio de Janeiro, e só para cerca de 179 mil militares, em quartéis, escolas e navios."
"O outro braço do IBAD era a Ação Democrática Popular (ADEP), encarregada de intervir em campanhas eleitorais e fazer lobbying político em todo o país, notadamente nas eleições realizadas em 1962. O Congresso havia se transformado em campo de batalha de um sistema político altamente polarizado e o propósito do IBAD era o de intervir no Legislativo para bloquear as ações do Executivo e fomentar seu isolamento. Com esse propósito, o IBAD estimulou e patrocinou a criação de uma frente parlamentar conservadora e reacionária – a Ação Democrática Parlamentar (ADP). A frente era formada por deputados e senadores de diversos partidos políticos e atuava tanto como caixa de ressonância das idéias conservadoras para a opinião pública, quanto como foco de desestabilização do governo Goulart através do Legislativo, criando uma atmosfera política de impasse no Congresso Nacional.
Nas eleições de1962, o IBAD despejou uma avalanche de dinheiro – cerca de 5 bilhões de cruzeiros, à época – para o financiamento de 250 candidatos a deputados federais e 600 deputados estaduais, além de 8 candidatos a governadores – uma ilegalidade sem tamanho, de acordo com a lei eleitoral em vigor. Os recursos provinham da CIA, de empresas multinacionais ou associadas ao capital estrangeiro e de fontes governamentais dos Estados Unidos. Para receber a proteção financeira do IBAD não havia restrição partidária; exigia-se apenas a integral disposição oposicionista por parte do candidato e sua disposição de, caso eleito, engrossar as fileiras da Ação Democrática Parlamentar. O objetivo do patrocínio em alta escala era estratégico: construir uma frente parlamentar oposicionista no Congresso, emperrar o governo e abrir caminho para o golpe."

## Investigação e CPI IBAD/IPES
Ivan Hasslocher foi alvo de investigações através d'A CPI IBAD/IPES, coordenada pelo Deputado Eloy Dutra que "tomou centenas de depoimentos e apurou denúncias de doações ilegais. Descobriu-se que boa parte da documentação da entidade havia sido queimada pouco antes do início da investigação. Todavia, o que restou permitiu constatar que o financiamento do IBAD provinha principalmente de empresas estadunidenses."
Eloy Dutra foi um dos principais responsáveis pela CPI e investigação. Ele foi eleito Deputado e Vice-Governador da Guanabara bem nas eleições de 1962, quando o apoio do IBAD havia sido decisivo para a eleição de diversos candidatos pelo Brasil. Fez uma campanha onde o slogan era "centavos contra dólar" justamente pela discrepância visível entre os candidatos ibadianos (apoiados pelo IBAD) e os que não receberam tal apoio. Conseguiu instaurar a CPI em 1963, um ano antes do golpe militar. Após a instauração da Ditadura no país, Eloy teve que se tornar exilado político e a CPI - mesmo com fartas provas da corrupção e influência dos EUA nas eleições - foi arquivada pelos militares e seus capangas.
Outro participante ativo destas investigações foi o deputado Rubens Paiva: "foi um engenheiro civil e político brasileiro, dado como assassinado durante a ditadura militar no país.". Sua história e a busca de sua família por justiça durante anos após seu desaparecimento são retratados no recente sucesso de Walter Salles: Ainda Estou Aqui (filme de 2024).
"Hasslocher fugiu do país quando estourou o escândalo, reaparecendo cinco meses depois. Em seu depoimento na CPI, nas palavras do relator, deputado Pedro Aleixo, “obstinou-se na recusa de informar o que havia de substancial para que a Comissão alcançasse os fins visados por seus instituidores”. Após o golpe de Estado, desapareceu outra vez."

## Fim da vida
Em 1993, soube-se que, aos 72 anos, Hasslocher dividia seu tempo entre duas residências, uma em Londres e a outra no Texas. Antes, residira na Indonésia e na Suíça, oficialmente como funcionário da ONU. Entrevistado, deu uma declaração sobre a época do IBAD: “ganhei muito dinheiro”.
Faleceu finalmente no Texas, no ano 2000.